# Gertrude de Habsbourg-Toscane
Gertrude de Habsbourg-Toscane, née au château de Wallsee, Autriche-Hongrie, le 19 novembre 1900, et morte à Ravensbourg, Allemagne, le 22 décembre 1962, est une archiduchesse d'Autriche et princesse de Toscane.

## Biographie

### Famille
Troisième fille et sixième des dix enfants de l'archiduc François-Salvator de Habsbourg-Toscane (1866-1939) et de sa première épouse l'archiduchesse Marie-Valérie d'Autriche (1868-1924), Gertrude de Habsbourg-Toscane naît au château de Wallsee, le 19 novembre 1900. Son prénom se réfère à une courte comédie écrite par sa mère en 1884, intitulée Adelheid und Gertrud.
Elle est baptisée le 22 novembre suivant, au château de Wallsee, étant la filleule de sa tante maternelle l'archiduchesse Gisèle d'Autriche. Par sa mère, elle est la petite-fille de François-Joseph Ier, empereur d'Autriche et roi de Hongrie, qui assiste au baptême de Gertrude, et de son épouse, Élisabeth de Wittelsbach, connue sous le nom de « Sissi ».
Elle bénéficie, comme ses frères et sœurs, de l'enseignement de Elsa Koehler, pédagogue et psychologue de renom.

### Mariage et postérité
Le 29 décembre 1931 Gertrude épouse à Bad Ischl, Georges de Waldbourg à Zeil et Trauchbourg, né à Hohenems, le 7 janvier 1878 et mort au château de Syrgenstein, Allgäu, le 26 octobre 1956, fils de Clément comte de Waldbourg à Zeil et Trauchbourg et de Clémentine princesse de Oettingen-Oettingen et Oettingen-Spielber. Le marié est veuf, depuis 1930, de l'archiduchesse Élisabeth-Françoise de Habsbourg-Toscane, sœur aînée de Gertrude.
Le couple qui vit en famille au château de Syrgenstein a deux enfants, :  
- Marie Sophie de Waldburg-Zeil (née à Innsbruck le 5 décembre 1932 et morte à Adendorf le 17 septembre 2024)[4], épouse à Maria-Thann bei Hergatz le 7 mai 1957 Clément Wenzel baron von Loë (né à Wissen, le 8 août 1928), exploitant agricole et forestier dont six enfants ;
- Joseph Clément de Waldburg-Zeil (né à Syrgenstein le 12 avril 1934), docteur en droit, épouse à Hütting, civilement le 8 mai 1960 et à Bergen près Neubourg religieusement le 21 mai suivant Marie Bénédicte baronne de Redwitz, née à Wertheim am Main le 12 avril 1937, dont cinq enfants.

### Mort et héritage
Veuve depuis 1955, Gertrude de Habsbourg-Toscane meurt à Ravensbourg, le 22 décembre 1962, à l'âge de 62 ans. Elle est inhumée à Maria-Thann, Wangen im Allgäu.
Les archives familiales de Gertrude de Habsbourg-Toscane ont été, grâce à sa permission, utilisées par les historiens Egon Corti et Richard Sexau. Elle avait déjà, en 1930, participé activement à la publication des lettres de l'empereur François-Joseph à sa mère par Franz Schnürer.

## Honneur
Gertrude de Habsbourg-Toscane est :
- Dame noble de l'ordre de la Croix étoilée, Autriche-Hongrie.